# Limiar de atenção
Limiar de atenção é a quantidade de tempo em que uma pessoa consegue se concentrar em uma tarefa sem se distrair. A maioria dos educadores e psicólogos concordam que a capacidade de uma pessoa focar sua atenção em uma tarefa é crucial para o atingimento de seus objetivos.